# Емил Затопек
Емил Затопек (чеш. Emil Zátopek, Копривњице, 19. септембар 1922 — Праг, 22. новембар 2000) био је чехословачки атлетичар. Прозван „чешка локомотива”, Затопек је освојио четири златне медаље на Олимпијским играма 1948. и 1952. У каријери је поставио 20 светских рекорда на дистанцама од 5000 до 30000 m. Његова коначна медаља стигла је када је у последњем тренутку одлучио да се такмичи на првом маратону у животу. Он је имао надимак „Чешка локомотива“.
Године 1954, Затопек је био први тркач који је пробио 29-минутну баријеру на 10.000 метара. Три године раније, 1951. године, пробио је сат трчања на 20 km. Он се сматра једним од највећих тркача 20. века, и познат је и по својим брутално тешким методама тренинга. Популаризовао је интервалне тренинге после Другог светског рата.
У фебруару 2013. уредници часописа Runner's World Magazine изабрали су га за највећег тркача свих времена. Он је једина особа која је победила на 5.000 метара (24. јула 1952), 10.000 метара (20. јула 1952) и маратону (27. јула 1952), на истим Олимпијским играма.

## Биографија
У својој раној младости радио је у фабрици ципела Бата у оближњем граду Злину. Затопек каже да је „Једног дана фабрички спортски тренер, који је био веома строг, показао на четворицу дечака, укључујући и мене, и наредио нам да трчимо у трку. Упутио сам протест да сам слаб и да нисам способан да трчим, али ме је тренер послао на физички преглед, а доктор је рекао да сам савршено добро. Тако да сам морао да трчим, а када сам почео, осетио сам да желим да победим. Али дошао сам тек други. Тако је почело." Затопек је завршио на другом месту од 100. После тог тренутка почео је да се озбиљно интересује за трчање. Придружио се локалном атлетском клубу, где је развио сопствени програм тренинга, по узору на оно што је читао о великом финском олимпијцу Паву Нурмију.
На почетку његове каријере напредак је био спор и није дао наслутити велики Затопеков потенцијал. Пред крај рата, 1944. дошло је ипак до осјетног резултатског побољшања. Поставио је нове националне рекорде Чешке на 2000 m, 3000 m и 5000 m.
Након рата је дословно резултатски експлодирао. На свом првом великом међународном наступу, на атлетском првенству Европе, одржаном у Ослу 1946. заузима пето место на 5000 m.

### Такмичења
На својим првим Олимпијским играма, 1948. у Лондону, чешко атлетско руководство је одбило његов захтјев да учествује на церемонији отварања игара, јер је трка на 10.000 м била на програму већ следећи дан. Незадовољан одговором, Затопек се пре свечане параде помешао са олимпијцима из Данске и с њима ушао у стадион. Сутрадан је победио с великом предношћу, резултатом 29:59.6 и новим олимпијским рекордом.
У другом свом наступу на Играма Емил је у дисциплини 5000 м освајио сребрну медаљу иза Белгијанца Гастона Раифа, са 0,2 секунде заостатка. То је био један од ретких његових пораза, након којег је уследио дугогодишњи низ непобеђености.
У своје време, Емил је био револуционар нових метода тренинга. Често би сам измишљао тренинге или би усавршавао постојеће принципе. Атлетски савез тадашњег Совјетског Савеза позивао би сваке година њега и супругу Дану Ингрову, бацачицу копља, на бесплатне припреме на обали Црног мора, у нади да ће проникнути у његове тркачке програме.
Пре Олимпијских игара у Хелсинкију, Затопек је наступио на два мања митинга у Будимпешти и Кијеву, гдје је победио, али са скромним резултатима, што је изазвало скептичност нације, која је у њему видела највећег чешког спортског јунака предстојећих Игара.
На следећим Олимпијским играма у Хелсинкију 1952. Емил је поново уверљиво победио с новим олимпијским рекордом. Своју златну олимпијску медаљу освојену у тој трци Затопек је 16 година касније поклонио великом аустралијском тркачу Рону Кларку, који је средином 1960-их година поставио бројне свјетске рекорде на 5.000 и 10.000 метара, али никад није освојио златну медаљу на Олимпијским играма.
Друга финална трка на хелсиншким Играма уследила је у дисциплини 5000 м. Сам Затопек се радо сећа тог догађаја: „То је био најјачи финиш који сам икада извео против изузетних ривала: Немца Шадеа, Француза Мимуна и Британаца Чатавеја и Пирија. Рачунао сам да ћу их добити на почетку задњег круга, али када су ме тројица од њих престигла мислио сам да је све готово, да сам изгубио трку. Међутим, након прерано јаког финиша, прво је почео попуштати Чатавеј па за њим и Шаде. У том тренутку сам схватио да ни Мимун неће издржати до краја и почео сам по други пут финиширати, 150 метара прије циља“. Емилову победу додатно је зачинила супруга Дана Затопкова, која је пар секунди касније бацила свој победнички хитац у копљу.
Три дана касније, задњег дана Олимпијских игара, Емил се појавио и на старту маратонске трке и победио с великом предношћу, иако до тада никада није трчао ту дисциплину.	
Осмодневна Затопекова „хелсиншка диктатура“, током које је постао једини дугопругаш који је на једним Олимпијским играма освојио три златне медаље (5000 m, 10.000 m и маратон) и притом поставио у све три дисциплине олимпијске рекорде, трчећи успут свој први маратон, сматра се једним од највећих спортских достигнућа уопште.
Две године касније, након што је поставио светски рекорд на 5000 m, учествовао је на првенству Европе. Победио је у трци на 10000 m, али је поражен у трци на на 5000 m од стране Владимира Куца стекао је светску славу већ и самим тим што је први победио Затопека.
Следећих је година често губио од великих тркача Мимуна, Пирија, Чатавеја, Ихароша и Куца. Велика генерација изузетних тркача, која је у времену од '54 – '57 чак 12 пута поправљала светске рекорде на 5 и 10 километара, нашла се поново на окупу на Играма у Мелбурну 1956. Затопек је наступио само у маратону и заузео тек шесто место. По повратку из Аустралије закључио је своју активну спортску каријеру.

### Након спортске каријере
Након тога посветио се војничком занимању, тако да је након неколико година догурао до чина пуковника. Међутим, пред крај 60-их година XX века почиње период животне агоније Емила Затопека. Наиме, он отворено пружа потпору чешком политичару Александру Дубчеку, младом реформатору, идејном вођи „прашког пролећа“, покрета који се противио тадашњој совјетској политици источног поретка. Као и дванаест година раније у Будимпешти 1956. поново су руски тенкови у августу 1968. заузели улице Прага и угушили побуну. Затопек је искључен из комунистичке партије, отпуштен из војске и одузета му је титула заслужног мајстора спорта. Емил је у следећем периоду радио као сакупљач отпада и чистач улица не би ли задовољио своје егзистенционалне потребе.
На позив МОК-а да буде посебан гост Олимпијских игара у Минхену 1972, оглушио се његов надређени „... јер није могао наћи замену“. Крајем 70-их, Емил је делимично рехабилитован и добија посао у прашком спортском институту, као архивиста.
Иако у својој земљи омаловажаван, остатак света није заборавио великог тркача. 1975. године добија од УН-а (Уједињених нација) посебно признање „Pierre de Coubertin Prize“ за промоцију фер-плеја у спорту.
Још једном је показао свој пркос, приликом Игара у Лос Анђелесу 1984, где је, поново на позив МОК-а, отпутовао као специјални гост, упркос бојкоту Игара од стране Совјетског Савеза и целог источног блока. Распадом комунизма Затопек је у потпуности рехабилитован, добивши једну од кључних улога у спортском савезу Чешке. Лично му се у име народа извинио министар одбране, а небројено пута је добијао признања од председника Вацлава Хавела.
Током својих 60-их година, Емил је још увек редовно трчао, одржавајући своју кондицију, али задњих неколико година је битно успорио. Неколико пута је хоспитализован, а задњи пут због упале плућа, само месец дана пре срчаног удара који је претходио падању у кому. Борба лекара за његов живот потрајала је још пар дана и коначно, 22. новембра 2000, срце Емила Затопека је стало.
Дан након што је сазнао за његову смрт, изјаву је дао Ламине Диак, предсједник ИААФ-а (Међународне атлетске федерације): „Ово је тужан дан не само за пријатеље и познаваоце спорта, већ и за обичне људе који су у Затопеку препознали поштеног и непомирљивог борца за људско достојанство и слободу“.
Сахрана је одржан 6. децембра 2000, у Прагу, на државном нивоу, уз све почасти.

## Каријера
1948. - ОИ, 1 златна медаља (10000 m), 1 сребрна медаља (5000 m)
Године 1950, - ЕП, 2 златне медаље (5000 m и 10000 m)
Године 1952, - ОИ, 3 златне медаље (5000 m, 10000 m и маратон)
Године 1954, - ЕП, 1 златна медаља (10000 m)

## Лични рекорди
5000 m: 13:57.2 (1954)
Године 1000, m: 28:54.2 (1954)
1 сат: 20052 m (1951), први преко 20000 m за 1 сат
Маратон: 2 х 23:04 (1952)